# 大尖山 (五桂山)
大尖山，古又称贵峰山，位于中国广东省中山市五桂山区石鼓与东区新安的交界处，是五桂山山脉的一座山体。大尖山海拔391米，山顶有建于清朝嘉庆年间的石砌观音庙。大尖山为中山市政府在重阳节期间向市民开放的登高处之一，每年重阳节有数万市民前往大尖山登高。